# Эльберг, Каупо
Ка́упо Э́льберг (эст. Kaupo Elberg; 20 ноября 1934, Таллин — 30 августа 2012, Тарту) — советский и эстонский энтомолог, специалист по экологии и систематике двукрылых.

## Биография
Отец был банковским служащим. После окончания Тартуского университета в 1959 году Эльберг  поступил в аспирантуру Института зоологии и ботаники Академии наук Эстонской ССР. Научным руководителем, по просьбе директора института Харальда Хабермана, стал Александр Александрович Штакельберг. После окончания аспирантуры и до 1988 года работал научным сотрудником Института зоологии и ботаники. Защита диссертации на тему «Фауна мух Acalyptrata (Diptera, Brachycera) болот Эстонии» состоялась в 1971 году в Тарту. С 1988 по 1998 годы работал доцентом Тартуского университета.

## Научные достижения
Научные исследования Эльберга были связаны c инвентаризацией фауны двукрылых Прибалтики. Организовал ряд экспедиций по Прибалтике, в Сибирь и юг Дальнего Востока, на Камчатку и Среднюю Азию. В ходе этих выездов было собрано около 140 тыс. экземпляров только двукрылых, не включая другие группы насекомых. Кроме этого был известен как специалист по систематике семейств Sciomyzidae и Lauxaniidae. Определением сборов по этим семействам он занимался в масштабе палеарктической фауны, в частности обработал материалы собранные в Монголии. В соавторстве с Рудольфом Роскошны, был автором каталога Палеарктических двукрылых семейства Sciomyzidae. Принимал участие в проектах «Fauna Europaea» и «Estonian Species Register». Занимался переводами научных книг и справочников на эстонский язык. В 1997 году входил в число главных организаторов XXIV энтомологического конгресса по фауне Северной Европы, проходившем в Тарту. На пленарном заседании представил обзорный доклад по инвентаризации фауны насекомых Эстонии.

### Виды, описанные Эльбергом
- Anthomyza paraneglecta Elberg, 1968
- Botanophila estonica (Elberg, 1970)
- Cordilura remmi Elberg, 1972
- Coremacera turkestanica (Elberg, 1968)
- Coremacera ussuriensis (Elberg, 1968)
- Lauxania zinovjevi Elberg, 1993
- Limnia pacifica Elberg, 1965
- Limnia paludicola Elberg, 1965
- Meiosimyza leucophaeata Elberg, 1993
- Neodictya jakovlevi Elberg, 1965
- Pherbellia stackelbergi Elberg, 1965
- Psacadina kaszabi Elberg, 1978
- Sapromyza takagii Elberg, 1993
- Strobilomyia baicalensis (Elberg, 1970)
- Sepedon hecate Elberg, Rozkosny & Knutson, 2009
- Themira paludosa Elberg, 1963

### Членство в научных обществах
Каупо Эльберг состоял в нескольких научных обществах
- Эстонское общество естествоиспытателей
- Хельсинкское энтомологическое общество
- Всесоюзное энтомологические общество

## Виды, названные в честь Эльберга
- Anthomyza elbergi (Andersson, 1976)
- Cerodontha elbergi Nowakowski, 1972
- Cixius elbergi (Vilbaste, 1980)
- Coenia elbergi Dahl, 1974
- Gaurax elbergi Nartshuk, 1973
- Geomyza elbergi Nartshuk, 1993
- Meromyza elbergi Fedoseeva, 1979
- Minettia elbergi Shatalkin, 1996
- Miana elbergi Viidalepp, 1971
- Opacifrons elbergi (Papp, 1979)
- Suillia elbergi Gorodkov, 1965
- Ungla elbergi Tauber, 2017

## Публикации
Эльберг автор более 100 научных и научно-популярных работ, в том числе:
- Эльберг К. О некоторых редких видах мух (Diptera, Brachycera) Эстонии // Энтомологическое обозрение : журнал. — 1963. — Т. 42, № 4. — С. 909—911. — ISSN 0367-1445.
- Эльберг К. Новые палеарктические роды и виды мух семейства Sciomyzidae (Diptera, Acalyptrata) // Энтомологическое обозрение : журнал. — 1964. — Т. 44, № 1. — С. 189—198. — ISSN 0367-1445.
- Эльберг К. Новые данные по фауне двукрылых семейства Anthomyzidae (Diptera) Прибалтики // Энтомологическое обозрение : журнал. — 1968. — Т. 47, № 3. — С. 629—632. — ISSN 0367-1445.
- Попова А. А., Эльберг К. Видовой состав лиственничных мух рода Lasiomma (Diptera, Anthomyzidae), повреждающие семена и шишки лиственниц на Байкале // Энтомологическое обозрение : журнал. — 1970. — Т. 49, № 3. — С. 555—562. — ISSN 0367-1445.
- Elberg K. & Rozkošný R. Taxonomic and distributional notes on some Palaearctic Sciomyzidae (Diptera) (англ.) // Scripta Fac. Sci. Ujep. Brunensis : journal. — 1978. — Vol. 2, no. 8. — P. 47—53.
- Elberg K. Sciomyzidae aus der Mongolei (Diptera) (нем.) // Annales Musei historico-naturalis hungarici : Zeitschtift. — 1978. — Bd. 70. — S. 207—211. — ISSN 0521-4726.
- Эльберг К. Мухи-малакофаги (Diptera, Sciomyzidae) // Труды Зоологического института АН СССР : журнал. — 1984. — Т. 123. — С. 44—46. — ISSN 0206-0477.
- Ремм Э., Эльберг К. Мухи-лауксанииды (Diptera, Lauxaniidae) // Труды Зоологического института АН СССР : журнал. — 1984. — Т. 123. — С. 47—50. — ISSN 0206-0477.
- Rozkošný R. & Elberg K. Two new species of Colobaea Zetterstedt (Diptera, Sciomyzidae) from Palaearctic Asia (англ.) // Aquatic Insects. International Journal of Freshwater Entomology : journal. — 1991. — Vol. 13, no. 1. — P. 55—63. — doi:10.1080/01650429109361423.
- Elberg K. & Zlobin V. On the Agromyzidae (Diptera) of Estonia (англ.) // Proceedings of the Estonian Academy of Sciences Biology : journal. — 1992. — Vol. 41. — P. 49—65. — ISSN 1406-0914.
- Martin M. & Elberg K. On the structure if alvar mesofauna on the island of Saaremaa, Estonia (англ.) // Norwegian Journal of Entomolog : journal. — 2001. — Vol. 48. — P. 111—114. — ISSN 1501-8415.
- Escher S. A., Ekenstedt J., Elberg K. & Sura A. The Drosophilidae (Diptera) of Estonia (англ.) // Entomologica Fennica : journal. — 2006. — Vol. 17. — P. 13—20. — ISSN 0785-8760.
- Elberg K., Rozkošný R. & Knutson L. A review oh the Holarctic Sepedon fuscipennis abs S. spinipes groups with description new species (Diptera, Sciomyzidae) (англ.) // Zootaxa : journal. — 2009. — No. 2288. — P. 51—60. — ISSN 1175-5326.